# Hernando Colón

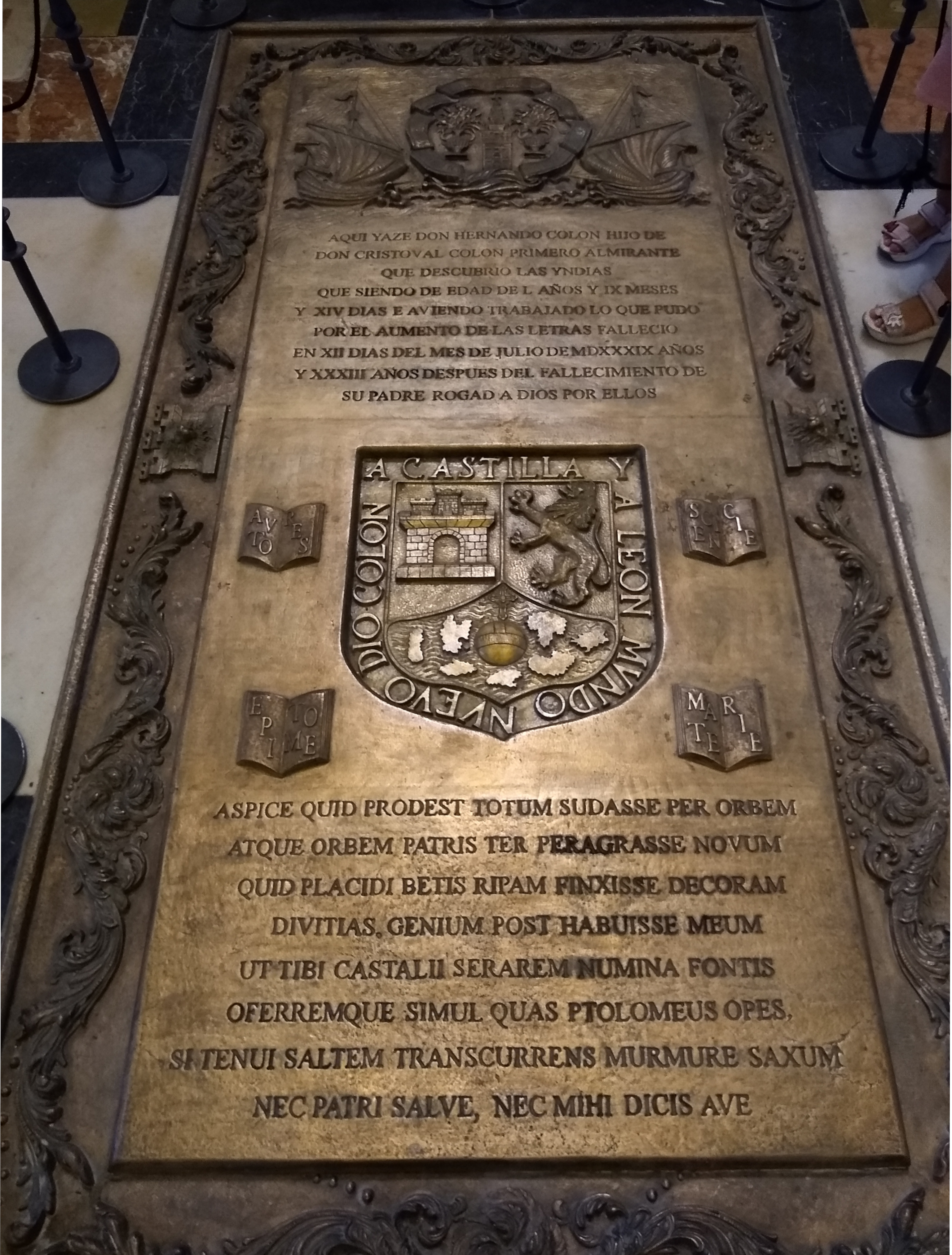
Tumba de Hernando Colón en la catedral de Sevilla con los cuatro libros que escribió y la leyenda "A Castilla y a León Nuevo Mundo dio Colón".

Hernando o Fernando Colón y Enríquez de Arana (Córdoba, 15 de agosto de 1488-Sevilla, 12 de julio de 1539) fue un bibliógrafo y cosmógrafo español, hijo de Cristóbal Colón y hermano de Diego Colón. Acompañó a su padre en el cuarto viaje a América y posteriormente a su hermano Diego y escribió la Historia del almirante en honor a su padre.Asimismo, con la creación de su biblioteca, la Colombina de Sevilla, "propuso y casi instauró un manejo del saber y de la cultura científica que tiene trascendencia hasta la actualidad".

## Orígenes familiares
Cristóbal Colón decidió abandonar Portugal por diversas razones. Entre ellas, la muerte de su esposa Felipa Moniz de Perestrello, el abandono de sus antiguos negocios (que compartía con su hermano Bartolomé) y la negativa del rey Juan II de Portugal de financiar su viaje a Oriente navegando hacia el oeste.
Entre 1484 y 1485 embarcó en Lisboa y llegó a Palos de la Frontera. Pudo haber llegado con su hijo Diego y se desconoce si lo dejó al cuidado de su cuñada Violante Moniz, que por entonces vivía en la cercana ciudad de Huelva, o en el Monasterio de La Rábida, como indicó Bartolomé de las Casas en su obra Historia de las Indias.
Cristóbal Colón se trasladó después a la Corte de los Reyes Católicos, Isabel I de Castilla y Fernando II de Aragón, buscando apoyo para su proyecto. Los Reyes Católicos habían llegado a Córdoba el 18 de marzo de 1485, en el contexto de la guerra con el reino nazarí de Granada, y permanecieron en esta ciudad hasta el 3 de septiembre del mismo año. Posteriormente, el Consejo Real permaneció en Córdoba hasta el 6 de octubre, en que marchó para encontrarse con los monarcas en Alcalá de Henares.
La guerra contra el reino de Granada absorbía los recursos españoles y los Reyes Católicos no pudieron abordar en ese momento la empresa de Cristóbal Colón. Las gestiones de Cristóbal Colón en la Corte condujeron a la creación de una junta de sabios eclesiásticos y seglares que se reunió en el Convento de San Esteban de Salamanca a finales de 1486 o comienzos de 1487.
La Corte de los Reyes Católicos regresó al Alcázar de Córdoba a comienzos de marzo de 1487 y, con la salvedad de algunas salidas que hizo a Sevilla, estuvo allí hasta marzo de 1488.
Cristóbal Colón y Beatriz Enríquez de Harana se conocieron en Córdoba hacia 1487.
Los padres de Beatriz fueron Pedro de Torquemada y Ana Núñez de Harana, que al parecer fueron labradores humildes pero nobles de Santa María de Trassierra. Tras la muerte de Pedro, la viuda se trasladó a Córdoba, donde falleció poco después, el 2 de junio de 1471. El matrimonio tenía dos hijos, Pedro y Beatriz, que al quedar huérfanos pasaron a estar bajo la tutela de su abuela materna y su tía. Cuando ambas fallecieron, pasaron a estar bajo la tutela de su tío Rodrigo Henríquez de Harana.

## Biografía

### Infancia y paje real
Hernando nació en Córdoba el 15 de agosto de 1488. Fue el primogénito de Beatriz Enríquez de Harana y el segundo hijo de Cristóbal Colón.
Cristóbal Colón, que había recibido una carta de Juan II de Portugal fechada el 20 de marzo de 1488 invitándole, probablemente realizó un nuevo viaje a Portugal en 1488, mientras Hernando se quedaba con su madre.
En 1488 Cristóbal Colón regresó a Castilla y se estableció definitivamente en Sevilla. Beatriz permaneció en Córdoba, por lo que se cree que la relación entre ambos fue de breve duración.
El 2 de enero de 1492 los Reyes Católicos conquistaron Granada. El 17 de abril de 1492 Cristóbal Colón y los monarcas españoles acordaron las Capitulaciones de Santa Fe. En ellas se le daba el título de almirante de la Mar Océana (cargo equiparable en prestigio al de almirante de Castilla) así como el cargo de virrey y gobernador de todas las tierras que descubriese. En lo que respecta al beneficio económico, Cristóbal tendría derecho a un 10% de las riquezas de las tierras que descubriese, al 10% de los beneficios del comercio en su almirantazgo y a contribuir en una octava parte a las expediciones que se hicieran a aquellas tierras y a recibir una octava parte de sus beneficios. El 30 de abril del mismo año, los Reyes Católicos ampliaron dichas concesiones, haciendo hereditario el cargo de virrey y otorgándole, si tenía éxito, el tratamiento de "don".
El 8 de mayo de 1492 su hijo Diego Colón fue designado paje del príncipe Juan de Aragón aunque no tomó posesión del cargo por aquel entonces porque su padre estaba enfrascado en los preparativos de su primer viaje a América.
Cristóbal Colón regresó de su primer viaje a América en 1493. Fue recibido por los reyes en abril en la provincia de Barcelona. Los derechos que le correspondían le fueron confirmados.
Cristóbal Colón pasó por Córdoba para recoger a sus dos hijos, que estaban con Beatriz, y llegó a Sevilla en junio. Para sus cuñados Miguel Muliart y Violante Moniz, hermana de Felipa, consiguió la concesión de una casa en la collación de Santa María la Blanca de Sevilla. Esta casa había pertenecido a Bartolomé de Sevilla y Elvira González, judíos de Huelva expulsados en 1492 que contaban con bienes muebles e inmuebles en Sevilla.
Según el historiador Juan Manzano y Manzano, Cristóbal legitimó a su hijo Hernando mediante la ley 5.ª del título XV de la IV Partida de Alfonso X, donde se dice que un hijo nacido de alguien que no fuese la esposa sería reconocido como legítimo si era llevado por el padre a la corte real o al concejo de la ciudad o villa y lo ofreciese para su servicio.
A comienzos de 1494, mientras Cristóbal Colón estaba en su segundo viaje a América, su hermano Bartolomé Colón partió de Sevilla hacia la Corte, que estaba en Valladolid, llevando a sus sobrinos Diego y Hernando para que sirviesen de pajes del príncipe Juan.
Entonces Hernando era muy pequeño y, según apunta Juan Manzano, seguramente estuvo a cargo de Juana Velázquez de la Torre, ama del príncipe Juan, con la que tuvo una estrecha relación en años posteriores.
Hernando recibió una buena educación en la corte. Según el historiador Klaus Wagner, es fácil suponer que su afición por los libros (que le convirtió en un gran bibliófilo) y sus inquietudes culturales comenzasen de forma muy temprana en él, posiblemente influenciado por el humanista Pedro Mártir de Anglería. Los príncipes y los pajes compartían un ayo que completaba su educación, que en este caso fue Jerónimo de Agüero. Jerónimo se vincularía desde entonces a la familia Colón.
En 1496, mientras Hernando estaba en la Corte como paje, Cristóbal Colón regresó de su segundo viaje a América. El 19 de marzo de 1497 Diego y Hernando presenciaron en Burgos la boda entre el príncipe Juan y Margarita de Austria. En esta ciudad también estuvo presente Cristóbal Colón, que el 23 de abril vio confirmados por los monarcas sus derechos sobre el Nuevo Mundo, en un documento con forma de privilegio rodado que fue designado también como "carta de merced", y se le dio autorización para fundar un mayorazgo que incluía los títulos de almirante de la Mar Océana, virrey y gobernador de las Indias.
El 4 de octubre de 1497, el príncipe Juan murió. Diego y Hernando no presenciaron este suceso, porque por entonces Cristóbal Colón se los había llevado a Sevilla para que permaneciesen con él en esta ciudad antes de su tercer viaje a América. La familia residió en la casa de Muliart.
Que Hernando Colón era hijo legítimo de Cristóbal Colón figura en un documento realizado en Sevilla el 31 de octubre de 1497 que se encuentra en el Archivo de Protocolos Notariales de esa ciudad. Este dice:

por sy en nombre e en bos de don Diego, e de don Ferrando Colon sus fijos ligytymos, e asy como su totor e curador ques de sus personas e byenes de fuero e de derecho, que da su poder conplido por sy en los dichos nombres de los dichos sus fijos a Gyronimo de Aguero, ayo de los dichos sus fijos

Los preparativos del tercer viaje se dilataron mucho. Cristóbal Colón decidió mandar a sus hijos a la corte de nuevo el 2 de noviembre de 1497. La reina Isabel tomó como paje a Hernando el 2 de febrero de 1498 y a Diego el 19 de febrero de ese mismo año, con una asignación de 9 400 maravedís para cada uno. En la corte continuaron con una esmerada educación.
Cristóbal Colón instituyó un mayorazgo a favor de su hijo Diego el 22 de febrero de 1498 en Sevilla. En el documento se dice que, si Diego muere sin descendencia, el mayorazgo pasa a Hernando.
Según Bartolomé de las Casas, Isabel se enojó cuando le dijeron que Cristóbal Colón estaba repartiendo a algunos indios como esclavos:

al enterarse la reina de que el almirante había dado a cada uno de los que de allí venían un indio por esclavo, y que eran trescientos hombres, hubo gran enojo, diciendo estas palabras: "¿qué poder tiene mío el almirante para dar a nadie mis vasallos?". Mandó luego a pregonar en Granada y en Sevilla que todos los que hubiesen llevado indios a Castilla, los devolviesen luego acá, so pena de muerte, en los primeros navíos.

El 21 de mayo de 1499 los Reyes Católicos nombraron juez pesquisidor a Francisco de Bobadilla, que llegó a Santo Domingo y arrestó a Cristóbal Colón y a sus hermanos, Diego y Bartolomé. A su regreso de América fueron liberados y los reyes le mantuvieron a Cristóbal Colón el título de almirante, pero no los de virrey y gobernador de las Indias ni los derechos unidos a estos.
Posteriormente, Nicolás de Ovando fue nombrado gobernador de las Indias.
En diciembre de 1500 Cristóbal Colón se trasladó de nuevo a la Corte de los Reyes Católicos en Granada, donde residió hasta octubre de 1501.

### Viaje a América con su padre Cristóbal Colón (1502-1504)
Cristóbal Colón le pidió permiso a los Reyes Católicos para que su hijo Hernando le acompañase en su cuarto viaje a América. Los reyes le contestaron afirmativamente con una carta desde Valencia de las Torres, fechada el 14 de marzo de 1502, donde también se especificaba que la ración que correspondía a Hernando la percibiría su hermano Diego.
Los barcos salieron de Sevilla el 3 de abril de 1502 y descendieron por el río Guadalquivir hasta La Puebla. Una vez allí, se decidió llevar los barcos a Cádiz para terminar de prepararlos y Colón viajó a Sevilla para ocuparse de asuntos relativos a la tripulación y a las municiones. Finalmente, los barcos zarparon de Cádiz el 11 de mayo.
La flota la componían cuatro embarcaciones con 140 tripulantes.
Pasaron por la fortaleza portuguesa de Arcila y por la isla de Gran Canaria. Luego tomaron rumbo oeste y descubrieron la isla de la Martinica el 13 de junio. Tras esto, llegaron a la isla de La Española para pedir un barco y para solicitar refugiarse en una rada ante un inminente huracán, pero el gobernador Nicolás de Ovando se lo negó. Buscaron refugio en otra costa, donde soportaron esta inclemencia. Cristóbal Colón escribió:

El dolor del hijo que yo tenía allí me arrancaba el ánima, y más por verle de tan nueva edad de trece años en tanta fatiga y durar en ello tanto. Nuestro Señor le dio tal esfuerzo que él avivaba a los otros, y en las obras hacía él como si hubiera navegado ochenta años, y él me consolaba

Tras reparar su flota en Azua, pasaron por Jamaica. Llegaron a Honduras y luego se dirigieron hacia el sur, recorriendo la costa centroamericana buscando una salida a otro océano de forma infructuosa. Al llegar al istmo de Panamá quiso fundar una colonia en Veragua, resultando imposible por la hostilidad de los nativos. A principios de diciembre abandonó todo intento de exploración. Un temporal provocó la merma de naves y de hombres. Se refugiaron en una bahía que bautizó como Belén y descubrió que allí había oro. Cristóbal Colón determinó dejar a su hermano Bartolomé con 80 hombres en el lugar e ir a España a buscar auxilio. Sin embargo, los nativos se rebelaron y hubo de renunciar a sus planes.
En junio de 1503 llegaron a la bahía de Santa Ana de Jamaica con solo dos barcos carcomidos por el molusco de la broma, que tuvieron que hacer encallar. Recibieron víveres de los nativos pero estos cesaron tras los actos vandálicos de algunos miembros de la tripulación. Cristóbal Colón predijo un eclipse de Luna, ganándose la admiración de los nativos, que volvieron a traerles suministros. Diego Méndez de Segura pudo llegar en canoa a La Española, desde donde consiguió fletar un barco para rescatar a los que estaban náufragos en Jamaica.
Cristóbal Colón, su hijo Hernando y el resto de su tripulación llegaron a La Española en junio de 1504. El 12 de septiembre partieron de Santo Domingo, llegando a Sanlúcar de Barrameda el 7 de noviembre.

### En Castilla
La reina Isabel falleció el 26 de noviembre de 1504. Fernando, rey de Aragón, quedó también como regente de Castilla.
Al llegar de América, Cristóbal Colón se encontraba enfermo y permaneció en Sevilla. Mandó a su hermano Bartolomé y a su hijo Hernando a la corte en su nombre. Los dos se pusieron en camino a la Corte en Segovia el 3 de diciembre de 1504 llevando, entre otras cosas, una petición de Cristóbal Colón relativa a los derechos que había perdido.
El 22 de febrero de 1505 el tesorero real Vitoriano Ochoa de Landa pagó la ración que habría correspondido a Hernando, cuando estuvo ausente, a su hermano Diego, tal y como había sido acordado por los reyes.
En mayo de 1505 Cristóbal Colón quiso ir personalmente a la Corte, que continuaba en Segovia. Al parecer, fue recibido en el Alcázar de Segovia por el rey Fernando afectuosamente, pero se negó a concederle a él o a su hijo Diego el puesto de gobierno del que había sido privado.
En el testamento de Cristóbal Colón, dado en Valladolid el 19 de mayo de 1506, dispuso que el heredero de su mayorazgo fuese su hijo Diego y sus descendientes, si los tuviere, y de lo contrario su hijo Hernando. Sobre las rentas de las Indias, su intención fue que Hernando recibiera un millón y medio de maravedís cada año. Esta cantidad fue considerada excesiva por Diego, que acordó en mayo de 1520 darle a su hermano de forma vitalicia cada año 200 000 maravedís, pagaderos en Sevilla en junio y diciembre.
Cristóbal Colón murió en Valladolid el 20 de mayo de 1506.
En la primavera de 1508 Diego Colón se casó con María de Toledo, gracias a la intercesión de Fernando el Católico. María era hija de Fernando de Toledo, comendador de León, y sobrina de Fadrique de Toledo, II duque de Alba, ambos primos del rey Fernando el Católico. El duque de Alba intercedió en favor de Diego ante el rey, el obispo Juan Rodríguez de Fonseca (encargado de los asuntos de las Indias) y Fernando de la Vega (encargado de la Orden de Santiago). El 8 de agosto de 1508 Diego fue nombrado por el rey gobernador de las Indias, pero sin el título de virrey.
En 1508 Bartolomé Colón, Diego Colón Moniz y Hernando Colón iniciaron un pleito contra la corona por los derechos reconocidos a Cristóbal Colón en Santa Fe, que habían sido confirmados en el privilegio rodado de 1497.
Por Real Cédula dada en Cáceres el 27 de diciembre de 1508 el rey permitió a Hernando pasar un esclavo negro, dos yeguas y un caballo a las Indias. En abril de 1509 Hernando vendió este esclavo a un librero llamado Juan Francisco, de la collación de Santa María la Blanca de Sevilla, para que este se lo llevase a las Indias.

### Viaje a América con su hermano Diego (1509)
El 9 de junio de 1509 Diego Colón Moniz partió de Sanlúcar de Barrameda a Santo Domingo para ocupar su cargo de gobernador. Fue acompañado de su esposa María de Toledo, de sus tíos Bartolomé y Diego y de su hermano Hernando.
Hernando se llevó a Santo Domingo cuarto arcones que contenían 238 libros. Esto lo sabemos gracias al Memorial de las cosas que he de hacer y decir en Castilla, que contiene cartas y pergaminos. Hernando también tenía un Inventario con documentos sobre navegación.
En la isla de La Española, Hernando recibió 400 indios en un repartimiento. Conservó estos indios, al menos, hasta 1514, cuando Fernando el Católico permitió que los conservase aunque aquello fuera contra las ordenanzas.
Esta segunda estancia de Hernando en América duró solamente dos meses. Según Bartolomé de las Casas, Diego mandó a su hermano Hernando a Castilla a estudiar porque se mostraba inclinado a las ciencias. Sin embargo, lo más probable sea que le enviase a la península ibérica para defender sus intereses en los pleitos colombinos.
Diego puso al joven Hernando al mando de la flota de regreso. En esta flota también viajó Nicolás de Ovando, al que podría haber correspondido el mando por su alta jerarquía. De este modo, Ovando fue humillado públicamente.

### Viajes por Europa, escritos y pleitos colombinos
A finales de 1509 escribió un Memorial por el Almirante donde, con apuntes traídos de las Indias, esbozaba ideas para poblar y descubrir nuevos territorios. Por estas fechas escribió también un documento semejante, titulado Sobre la forma de descubrir y poblar en las partes de las Indias.
Hernando dejó sus cuatro arcones con libros en Santo Domingo y tuvo que pedir que se los enviaran.
En noviembre de 1509 se encontraba en Sevilla, donde preparó sus alegatos para defender los derechos familiares. En enero de 1510 se encontraba en la corte en Valladolid. Esto lo sabemos porque el 22 de enero de ese año el rey Fernando escribe a Diego que había visto una carta que le escribieron él y Hernando y que había oído lo que el segundo tenía que decirle de su parte.
El rey recibió a Hernando en Sevilla el 1 de febrero de 1511. El 5 de mayo salió la Sentencia de Sevilla, donde se le otorgó la gobernación y el virreinato a Diego y a sus sucesores así como cerca de un millón y medio de maravedís, al duque de Alba un millón del oro que viniese de las Indias a perpetuidad y a Hernando la encomienda de 300 indios aunque se encontrase en Castilla. Esta sentencia o laudo fue ejecutada en junio de 1512.
El 22 de agosto de 1511 el rey, que se encontraba en Burgos, le envió a Diego una carta diciéndole que había mandado a su hermano Hernando que se detuviera allí algún tiempo para hablar de cosas relacionadas con el servicio a la Corona.
Hernando le envió a Fernando el Católico su obra Sobre la forma de descubrir y poblar en las partes de las Indias y este le respondió por carta, fechada el 22 de agosto de 1511, agradeciéndole la aportación.
Hernando escribió otra obra, titulada Declaración del derecho que la Real Corona de Castilla tiene a la conquista de las provincias de Persia, Arabia e India, y Calicut y Malaca.
Algunos historiadores consideran obra de Hernando Instrucciones del almirante don Diego Colón para Jerónimo de Aguilar, publicado por la casa de Alba. En él se dan instrucciones al duque de Alba sobre cómo actuar con su sobrino político, denuncia las intenciones del rey, acusa al obispo Fonseca de ser el instigador de la conjura anti-Colón y rechaza un arreglo que implique renuncia de derechos al heredero.
El 19 de julio de 1511, en Sevilla, escribió el Proyecto de Hernando Colón, en nombre y representación del almirante, su hermano, para dar la vuelta al mundo. Esta obra se encuentra desaparecida. Según Hernando era un volumen con tres partes: la primera decía que por esos días el mundo sería navegado por Oriente y Occidente y la forma que tendría, la segunda era para decir que por ese medio el Evangelio sería recibido en todo el mundo y la tercera se argumentaba que el "universal imperio había de ser a la corona de España concedido".
En relación con esto, en la Biblioteca Pública de Nueva York hay otro documento de Hernando Colón donde se agradece Fernando el Católico sus favores y se le presenta un proyecto de Cristóbal Colón para dar la vuelta al mundo. El propósito era llevar el Evangelio a todos los pueblos, aumentar la fama de la Corona y obtener un provecho material y un mayor conocimiento de otras tierras y sus pobladores. Se solicitaba que la familia Colón se encargase de esta expedición. Estos planes son anteriores a la expedición de Magallanes-Elcano, que tuvo lugar entre 1519 y 1522 y que dio la primera vuelta al orbe.
Hernando escribió otra obra, titulada Colón de concordia, hoy desaparecida.
Otros documentos de esta época escritos por Hernando son Información de don Hernando Colón sobre los gastos hechos por su padre en Jamaica y Santo Domingo para regresar a España después de su cuarta y accidentada expedición, Relación que di al rey sobre lo acontecido en San Juan cuando apresaron a Cerón y Parecer en el pleito de don Diego de Nicuesa.
Entre los documentos de Hernando también se encontraban varios memoriales. Uno de ellos, escrito por él o por su padre, está dirigido al papa. Otros son titulados por los albaceas como Envoltorios de escripturas e pleytos tocantes al Segundo Almirante, Cartas del Almirante don Diego y de la Virreyna, Un legajo catorce que son escripturas del Primer Almirante y algunos traslados de cartas y algunos traslados de cartas que escribió a los reyes.
En 1512 el fiscal, considerando que el Estado salió perjudicado el año anterior, apeló y se inició el conocido como Pleito de Darién, que terminó sin sentencia en 1518.
En septiembre de 1512 Hernando se instaló en Roma. Según algunas fuentes, durante su estancia allí se dedicó a estudiar a los autores clásicos, a recopilar libros y, según algunos, a formarse con los eruditos "Castro, Sebastián, Pedro de Salamanca y otros" en un monasterio franciscano conocido como "de los Españoles".
En agosto de 1513 abandonó Roma y adquirió libros en Barcelona, Tarragona y Valencia. Regresó a Roma en noviembre del mismo año.
Pasó casi todo 1514 en España, adquiriendo libros en Sevilla, Medina del Campo, Valladolid y Madrid.
A finales de 1514 llegó a Italia por Narbona. En enero de 1515 se encontraba en Génova. Los banqueros y mercaderes genoveses, que tenían negocios con la familia Colón, le dieron créditos durante el viaje y se encargaron del transporte a Sevilla de los libros que iba adquiriendo. En junio de 1515 pasó por Lucca. En septiembre regresó a Roma. En octubre hizo una escapada a Viterbo.
En enero de 1516 se fue a Florencia. Regresó después a Roma y, de ahí, en octubre marchó a España. Ese mismo mes estuvo en Alicante.
Los españoles terminaron disconformes con la gestión de Diego Colón y en febrero de 1515 embarcó para Castilla para atender sus negocios en la Corte. El 9 de abril estaba en Sevilla.
En 1516 pasó a ser rey Carlos I. Entre 1516 y 1517 Hernando escribió Propuesta o proyecto de Audiencia Real en Santo Domingo de la isla Española, bajo la presidencia del Almirante de las Indias, hecho por don Hernando Colón.
En 1517 Hernando estuvo en Alcalá de Henares, donde conoció a Antonio de Nebrija. Posteriormente, estuvo en Madrid.
El III duque de Medina Sidonia Juan Alonso de Guzmán y su esposa y Leonor de Zúñiga vendieron la villa de La Palma del Condado y el Castillo del Alpízar de Paterna del Campo a Diego Colón el 7 de agosto de 1516. Diego, a su vez, vendió estas propiedades en 1519 a Francisco del Alcázar, caballero veinticuatro de Sevilla, jurado, fiel ejecutor y alcalde mayor de esta ciudad. La venta se hizo por un total de 11 700 000 maravedís, de los cuales Francisco del Alcázar pagó 7 500 000 en el acto. Se sabe que Diego Colón cedió parte del dinero adeudado, 900 000 maravedís, a Hernando Colón en 1523.
En 1517 Diego y Hernando estuvieron con la Corte en Valladolid para defender los intereses familiares.
El 3 de agosto de 1517 Hernando Colón comenzó a escribir una obra llamada por él mismo Itinerario y por una cédula real Descripción y Cosmografía de España, que nunca pudo terminar. La idea era recorrer todos los pueblos de España recopilando los datos geográficos y topográficos más interesantes de cada sitio. Estos datos topográficos habrían sido reunidos alfabéticamente en otra obra, Vocabulario o diccionario topográfico de España, que tampoco concluyó. Parece demostrado que hubo una obra del siglo XV sobre el mismo tema que fue utilizada por Hernando Colón para los datos y la forma de la suya.
En 1518 Hernando recorrió diversas ciudades de España. Ese año, en Segovia, empezó a escribir un Diccionario o vocabulario latino, donde se escribía un vocablo y un análisis del mismo. Escribió 738 folios, que abarcan desde la "A" hasta el vocablo "Bibo".
En noviembre de 1518 viajó disfrazado a Portugal, posiblemente en una misión de espionaje relacionada con la expedición de Magallanes a las Molucas.
Pasó todo el año de 1519 en Sevilla.
En junio de 1519 Diego, Hernando y Bartolomé de las Casas redactaron, a petición de este último, un proyecto para la colonización pacífica de toda la tierra firme desde la Trinidad hasta Nicaragua, colocando fortalezas con 50 hombres cada cien leguas y con tres carabelas que recorriesen la costa visitando estas fortalezas. En dicho documento se decía que Diego sería gobernador perpetuo de las tierras donde se situasen las fortalezas. Este último apunte fue el hecho por el que el Consejo Real rechazó el proyecto en agosto.
Diego acompañó a la Corte hasta Barcelona, Santiago de Compostela y La Coruña y le prestó a Carlos I diez mil ducados para financiar su coronación imperial.
El 17 de mayo de 1520 en La Coruña el Consejo Real dictó una sentencia según la cual el virrey de las Indias quedaba exento (a diferencia de sus oficiales) del juicio de residencia, podía intervenir en los municipios americanos y en la Casa de Contratación de Sevilla, podía proponer terna en los oficios de gobierno y tendría derecho al cobro de una décima parte en toda su jurisdicción.
En 1520 Carlos I incorporó a Hernando a su séquito, para que le acompase a la coronación como rey de los romanos en Aquisgrán y en un recorrido por Europa. 
Carlos I y su séquito, en el que se encontraba Hernando, zarparon de La Coruña el 16 de junio de 1520. De junio a septiembre Hernando estuvo en Bruselas, aunque hizo un viaje a Gante en agosto. En octubre acompañó a la corte a Lovaina, donde Hernando conoció a Erasmo de Róterdam.
Hernando estuvo presente en la coronación de Carlos en Aquisgrán el 23 de octubre de 1520. Luego acompañó a la corte a Colonia, donde estuvo entre el 29 de octubre y el 18 de noviembre. En enero de 1521 estuvo en Worms, donde comenzó la Dieta contra Lutero. Lutero llegó en abril a Worms, pero Hernando ya se había marchado de viaje. El 14 de febrero estaba en Espira, el 18 de febrero en Estrasburgo, el 19 de febrero en Sélestat y entre el 23 y el 25 de febrero en Basilea. Los meses de marzo y abril los pasó entre Milán, Pavía, Génova y Cremona. En mayo estuvo en Ferrara y el 9 de mayo llegó a Venecia.
En Venecia, Hernando le pidió al banquero genovés Octaviano de Grimaldo un crédito de 200 ducados y le encargó que enviase un lote de sus libros, adquiridos en su viaje por Europa, por mar de Venecia a Cádiz, para ser luego transportados a Sevilla, pero la carraca que los transportaba se hundió en el mar por el camino. Se conocen los libros que se perdieron gracias a que fueron registrados por Hernando en un Memorial de los libros naufragados.
Permaneció en Venecia hasta octubre de 1521. Entre octubre y noviembre estuvo en Padua. El 12 de noviembre estuvo en Treviso, el 13 de noviembre en Feltre y el 16 de noviembre llegó a Trento. Entre enero y febrero de 1522 pasó por Maguncia, llegando luego a Colonia, donde adquirió unos 1 000 libros. Tras esto pasó de nuevo por Aquisgrán y por Lovaina, llegando a Bruselas, donde estaba la corte, en marzo. En mayo estuvo en Brujas.
El 28 de mayo de 1522 partió de Calais, acompañando a Carlos I, hacia Inglaterra. Llegaron a Londres, donde estuvieron hasta el 4 de julio. En su única visita a Inglaterra Hernando compró unos 80 libros, la mayoría de los cuales estaban editados en Francia, Alemania, Bélgica e Italia. Solo ocho de ellos habían sido editados en la misma Inglaterra. Eran de los primeros editados en aquel país y algunos de ellos se conservan. Carlos I y su séquito, en el que iba Hernando, zarparon desde Southampton y llegaron a Santander el 16 de julio.
Por esta época pudo presentar a Carlos I su obra Forma de navegación para su alto y felicísimo pasaje de Flandes a España. Posiblemente, aquí recogiese consejos de navegación que ya había dado su padre a Isabel I con motivo del viaje de la princesa Juana a Flandes en 1496.
En este viaje por Europa de entre 1520 y 1522 adquirió 4 231 libros.
Cristóbal Colón había dispuesto que su hijo Diego enviase 10 000 maravedís anuales a Beatriz. Diego se demoró en enviarle ese dinero y ella tuvo que vender dos casas que poseía en la collación de San Bartolomé de Córdoba, por lo que obtuvo 53 000 maravedís. Tras esto, el 11 de mayo de 1521 otorgó un poder en Córdoba al genovés Francisco de Cuzana para que, a través del genovés Juan Francisco de Grimaldo, residente en Sevilla, su hijo Hernando le diese algún dinero. Beatriz murió hacia 1523 y Hernando donó la herencia de su madre a su primo Pedro de Arana por escritura dada en Córdoba del 17 de agosto de 1525.
En 1520 Diego volvió a América. El 8 de septiembre de 1523 redactó su testamento en Santo Domingo, nombrando tutora de sus hijos a su esposa salvo si esta contraía nuevas nupcias, en cuyo caso sería tutor su hermano Hernando.
Hubo muchos disconformes con su gestión de Diego y tuvo problemas con la Audiencia de Santo Domingo. En 1523 Carlos I le llamó para rendir cuentas. El 12 de septiembre de 1524 el fiscal presentó una lista de cargos. Hernando escribió una respuesta a estos, con el título Papel de don Fernando Colón acerca del derecho que como almirante y virrey debía tener su hermano en el grado de suplicación en las causas civiles y criminales que se seguían en los tribunales de Indias.
Consta en dos documentos del Archivo de Protocolos Notariales de Sevilla del 24 de enero de 1521 que Hernando recibía 200 000 maravedís anuales por sus servicios a Carlos I.
A mediados de 1522 Hernando se estableció en Valladolid hasta finales de 1523, aunque en este periodo realizó algunos viajes a Sevilla y a otros lugares de Castilla.
El 13 de junio de 1523 Carlos I firmó una real cédula en Valladolid donde, por decisión suya y de acuerdo con su Consejo, se ponía fin a la colaboración institucional en la Descripción y Cosmografía de España de Hernando Colón, porque el proyecto no daba sus frutos. La real cédula dice:

D. Fernando Colón ha enviado por estos nuestros Reinos algunas personas con su poder e con ciertas cartas nuestras o sus traslados para que entiendan en hacer cierta descripción e cosmografía de toda España y porque a nuestro servicio cumple que no se entienda agora en lo susodicho, fue acordado por los del nuestro Consejo e conmigo el Rey consultado que debiamos mandar, dar esta nuestra carta para vos en la dicha razón e nos tuvimoslo por bien: porque vos mandamos que agora ni de aquí en adelante no consintais ni deis lugar que ninguno, ni algunas personas usen de las dichas é cédulas que sobre lo susodicho mandamos dar ni entiendan en hacer ni hagan la dicha descripción è cosmografía

Pese a esto, en 1523 los honorarios de Hernando por sus servicios a Carlos I ascendieron a 265 000 maravedís anuales.
En 1522 Juan Sebastián Elcano regresó de las islas de las especias, las Molucas, tras dar la primera vuelta al mundo. Esto generó una disputa entre Portugal y Castilla por ver a quién pertenecían esas islas. Por ello, en marzo de 1524 se creó una junta formada por Hernando Colón, Simón Alcazaba, Sancho de Salaya, Pedro Ruiz Villegas, Tomás Durán, Juan Sebastián Elcano, Pedro Manuel, Hernando Barrientos y Cristóbal Vázquez de Acuña, así como por portugueses. Las reuniones tuvieron lugar entre abril y mayo de 1524 en un puente del río Caya, en la sala capitular de la Iglesia Mayor de San Juan de Badajoz, en la Cámara de Yelbes y en las Casas del Concejo de Badajoz. Hernando animó a todos a llevar por escrito sus razones y, para dar ejemplo, llevó por escrito sus posicionamientos. Como entonces era imposible medir con precisión los grados de las coordenadas geográficas, Hernando introdujo en esta junta un sistema de su invención, que consistía en trasladar los grados por medio de relojes.
Con motivo de este pleito entre Castilla y Portugal por las Molucas, Hernando escribió cuatro memoriales: Parecer sobre la pertenencia de los Molucos, fechado el 27 de abril de 1524; Memorial de don Hernando Colón a los diputados letrados en la junta de Badajoz, para que declaren lo relativo al derecho de S. M. al dominio y pertenencia del Maluco; Parecer de los astrónomos y pilotos españoles de la junta de Badajoz sobre la demarcación y propiedad de las islas del Maluco; y El derecho que la Real Corona de Castilla tiene a la conquista de las provincias de Persia, Arabia e India, e de Calicut e Malaca con todo lo demás que al Oriente del Cabo de Buena Esperanza  el Rey de Portugal sin título ni derecho alguno tiene usurpadas.
Para el pleito que tenía Diego, se presentó un memorial, probablemente elaborado por Hernando, en Valladolid el 22 de agosto de 1524. En este se pedía para Diego los mismos derechos que fueron concedidos a Cristóbal Colón por los Reyes Católicos y que fueron recogidos por este en el documento Información de mis privilegios y mercedes. La Corona denegó estos privilegios.
En marzo de 1525 Hernando se instaló en Sevilla.
En 1526 Carlos I fue a contraer matrimonio con Isabel de Portugal en Sevilla. Diego se dirigía a esta ciudad cuando, en febrero de 1526, le sorprendió la muerte en La Puebla de Montalbán. En el codicilo que firmó el día de su muerte nombró como albacea testamentario a Hernando.
El 6 de junio de 1526 Hernando exigió a la justicia de Granada la entrega de un esclavo que había pertenecido a Diego, que luego vendió en cumplimiento de las obligaciones dispuestas por este.
Por aquel entonces el pleito que sostenía la familia Colón por sus derechos estaba tan embrollado que el Consejo Real decidió empezar a tratar el tema desde el inicio en su totalidad. María de Toledo, tutora de Luis Colón de Toledo, continuó pleiteando por los derechos familiares con la ayuda de Hernando.
Según el historiador del siglo XVII Diego Ortiz de Zúñiga, Hernando quiso crear en su casa un colegio donde se impartiesen matemáticas, esenciales para la navegación. Posteriormente, otros historiadores han continuado afirmando que Hernando quería crear un colegio para formar navegantes. Para el historiador Juan Guillén, Hernando jamás quiso crear esa institución.
La residencia de Hernando Colón en Sevilla desde 1510 había ido variando Estuvo en cuatro collaciones distintas. Intentó, por medio de su apoderado Alonso de Ara, comprar al conde de Orgaz una casa con su caballeriza situada en la collación de San Nicolás sin éxito. Tras esto decidió construir una casa nueva, para lo cual solicitó al concejo de la ciudad un muladar a extramuros, situado en el barrio de los Humeros, junto a la Puerta Real o de los Goles. Por entonces él vivía en la calle de las Armas de la collación de San Miguel. El concejo le concedió el permiso, que fue ratificado por el Carlos I, en 1526. Junto a la Puerta de los Goles había una huerta, que pertenecía a la iglesia de San Miguel, y que fue también adquirida por Hernando a cambio de una casa en San Blas, en la collación de Omnium Sanctorum.
En 1526 Carlos I solicitó a Hernando que, junto con Diego Ribero, piloto y maestre de hacer cartas y astrolabios, y con la persona formada que considerase, para hacer una carta de navegación y un mapamundi o esfera redonda, en la cual situar toda isla y tierra firme para que estuvieran en la Casa de Contratación de Indias de Sevilla y que sirviesen como patrones de todas las cartas de navegación y mapamundis que se hicieran en adelante y para que todos los pilotos se rigieran por ellos obligatoriamente al navegar.
Hacia 1528 Hernando fue nombrado presidente de una junta encargada de realizar los exámenes de la Casa de la Contratación de Indias a los pilotos, por encontrarse ausente Sebastián Caboto, que por entonces estaba navegando por el Río de la Plata. El examen y las controversias se hicieron en presencia de Hernando y en su casa y ningún grado era válido sin su aprobación.
Las obras de construcción de su nueva vivienda en Sevilla comenzaron hacia mayo de 1526 y seguían en 1529. La casa tenía también una gran huerta que Hernando alquilaba. Sin embargo, el arrendatario debía plantar solamente las plantas que le dictaran y cuidarlas y regarlas con una frecuencia reglamentada. Hernando se reservaba también el derecho a pasear por la huerta para deleitarse. Junto a la casa y la huerta, tenía también un embarcadero.
Consta que, en agosto de 1528, Alonso de Chaves daba clases de navegación en la casa junto a la Puerta de Goles de Hernando Colón.
En 1529 Carlos I, falto de dinero para una expedición a Italia, decidió ceder en el asunto de las islas Molucas ante Portugal a cambio de un precio. Hernando debió prestar de nuevo servicios al monarca a este respecto, escribiendo Apuntamientos sobre la demarcación del Maluco y sus islas, firmados de seis jueces que firmaron la capitulación para empeñar estas islas á Portugal el año 1529. La cesión de estas islas tuvo lugar en Zaragoza el 22 de abril de 1529 por 350 000 ducados.
A finales de 1529 Hernando realizó otro viaje por Italia, donde estuvo durante un año y medio. No asistió a la coronación imperial de Carlos I por el papa Clemente VII del 24 de febrero de 1530 en Bolonia porque se había marchado a Venecia. Después estuvo Roma. En enero de 1531 salió de Roma y regresó a Venecia. Posteriormente, pasó por Trento, Innsbruck, Augsburgo, Ulm, Constanza, Basilea, Friburgo, Estrasburgo, Espira, Maguncia y Colonia. Cuando llegó a Lovaina, entró en contacto con Clenardo, Juan Vaseo y Juan Amonio, que le acompañaron a España y colaborarían con él en la organización de su biblioteca de Sevilla.
Hernando llegó a Burgos en noviembre de 1531 y luego se desplazó a Valladolid. Se desconocen sus viajes entre 1532 y 1533.
El 27 de agosto de 1534 se emitió una sentencia en Dueñas muy contraria a los intereses de la familia Colón.
Por Real Cédula dada en Madrid el 20 de mayo de 1535 se le encargó a Hernando que entregase al Real Consejo de Indias y a la Casa de la Contratación de Indias de Sevilla la carta náutica que se le había encargado hacer para que fuese patrón de los navegantes.
En junio de 1535 Hernando se marchó una temporada al sur de Francia. El 21 de junio compró en Montpellier unos 750 libros. Entre el 2 de agosto de 1535 y mediados de febrero de 1536 estuvo en Lyon, centro del mercado librero. En esta ciudad conoció a Symphorien Champier. También estuvo en Aviñón.
En su ausencia, el 28 de junio de 1536, se dictó el Laudo Arbitral de Valladolid, por el que se cerraban los pleitos colombinos a cambio de concesiones importantes en favor de Luis Colón y sus hermanas. Hernando cobraba una pensión de 1 000 ducados anuales mientras el pleito se resolvía. Una vez terminado, consiguió que esta pensión fuera vitalicia.
El 7 de julio de 1536 la reina Isabel de Portugal le instó a que regresase con urgencia a la corte, que entonces se encontraba en Valladolid, por el asunto de la carta de navegación. Hernando, que regresó a España en agosto, no la había finalizado y, a propuesta suya, se encargó su finalización a Alonso de Chaves.
Hernando solicitó a Carlos I que le concediera una subvención para el sostenimiento de su biblioteca. El monarca le otorgó una subvención de 500 pesos de oro anuales de 450 maravedís cada peso, de forma vitalicia, por Real Cédula dada en Valladolid el 20 de noviembre de 1536. Hernando le mandó un memorial al rey sobre las virtudes de la biblioteca y cómo se había trabajado en sus registros.
En julio de 1537 llegó a Sevilla.
De una Real Cédula del 26 de octubre de 1538 se deduce que no cobró la subvención para su biblioteca los dos primeros años, pero sí consta que en 1539 ya estaba en la lista de los pagos.

### Muerte
Hernando Colón murió en Sevilla, en su casa ubicada junto a la Puerta de Goles, el 12 de julio de 1539, posiblemente de una enfermedad que arrastraba desde hacía un año.
En su lecho de muerte Hernando pidió un plato lleno de tierra. Se lo trajeron y él mandó que le echasen la tierra en el rostro. Los presentes pensaron que aquello no tenía sentido e hicieron como que se la echaban, sin arrojarla realmente. Hernando se enojó, tomó la tierra del plato con la mano y se la echó en la cara diciendo "Recognosce homo qui pulvis es, et in cinerem reverteris". Luego alzó las manos al cielo diciendo "Te deum laudamus" y falleció.
Fue enterrado en la nave principal de la catedral de esta ciudad, donde siguen sus restos actualmente bajo la leyenda "A Castilla y a León Mundo Nuevo dio Colón".

## Cosmógrafo
Hernando Colón fue un afamado cosmógrafo. Estudió el problema de la medida de la longitud geográfica en el mar, indicando que este se resolvería llevando a bordo un reloj con la hora del punto de partida.
Los códices 10-1-2 y 10-1d-3 de la Biblioteca Colombina de Sevilla contienen su Descripción y Cosmografía de España, obra también denominada Itinerario. Con este ambicioso proyecto geográfico comenzado en 1517, Colón pretendió "hazer la cosmografía de España y en ella escribir todas las particularidades y cosas memorables". Según Juan Pérez, su criado, para ello "fue necesario enviar por todos los pueblos de España algunas personas que informasen en cada pueblo de los vecinos que había y de todo lo demás que en él hobiese dino de memoria y habida la información la truxiesen por fee de escribanos e de testigos fidedinos".

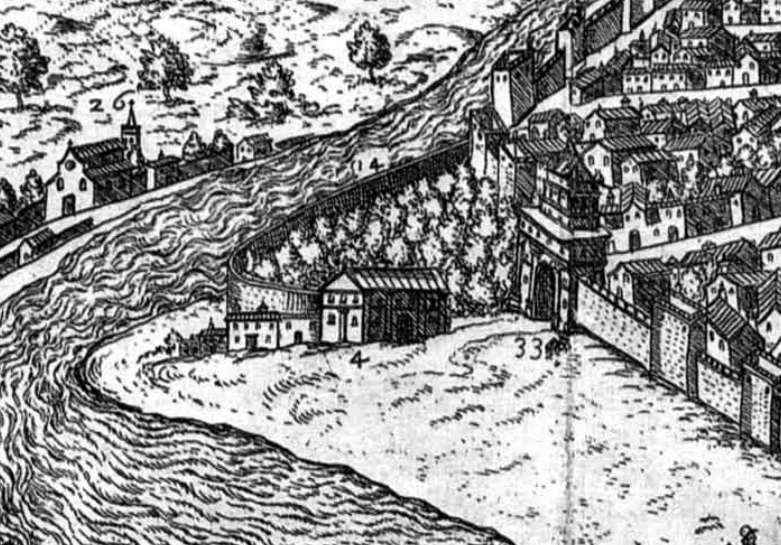
Vista de Sevilla en 1585, conservado en la Biblioteca Nacional, que muestra la casa de Hernando Colón en primer término en la puerta de Goles.

Esta obra quedó repentinamente interrumpida: el 13 de junio de 1523, una provisión real del Consejo de Castilla ordenaba al corregidor de Córdoba que se les retiraran a Hernando Colón y sus colaboradores los permisos para la realización del trabajo.

## Bibliófilo
Preocupado por la cultura y el pensamiento de su época, Hernando Colón dedicó su tiempo y su fortuna a reunir una de las más grandes bibliotecas del Renacimiento.  
Su visión de biblioteca, sin embargo, fue la de reunir en un mismo espacio libros de diversa índole para ser leídos y estudiados. Por ello, "Colón no compró los libros por lo que  eran  o  valían,  sino  precisamente  para  ponérselos  a  disposición  a  sus  sumistas, con el fin de que ellos los usaran, los leyeran, los resumieran y los entendieran". En este sentido, entre otros "sumistas", el bachiller Juan Pérez y el maestro Ortega ayudaron a Hernando como "oficiales de la biblioteca".
Las noticias más detalladas de al vida en al biblioteca de Hernando Colón se puede leer gracias a la Memoria de las obras y libros de Hernando Colón, escrita por Juan Pérez. La única copia manuscrita de este texto, que editó Marín, se encuentra en la Biblioteca del Palacio Real. En ella se dice: 

Tuvo también don Hernando, mi señor, [...] muy grande deseo de allegar muchos libros y aún todos los que pudiese hallar como lo puso por obra, y allegó y puso en su librería todos los más que hasta su tiempo se imprimieron, y dejó renta para que siempre se comprasen los que demás se hallasen. Este deseo que tuvo tan intenso, fue y es digno de grande admiración, y de él resulta y siempre se seguirá provecho incomparable, aunque muchos inconsideradamente se han engañado, no advirtiéndolo, pareciéndoles que sería mejor que estos dineros y tiempo, que en esta tan santa obra empleó, los empleara en cetrerías o en otros ejercicios de caballeros [...]

Nicolás Antonio en su Bibliotheca Hispana Nova (1783) dijo de Hernando Colón: 

Allí (junto a la Puerta Real, llamada anteriormente de Goles) reunió y organizó, con grandes gastos y mayor interés, una biblioteca riquísima de casi todos los libros que entonces estaban impresos, además de muchos códices manuscritos; en vida, con el uso se familiarizó con ellos y al morir la dejó a la Iglesia Hispalense, a la que también entregó su cuerpo para que le dispensasen los ritos cristianos y sepultura en un lugar honorabilísimo

Así, entre 1509 y 1539 recorrió gran parte de Europa buscando obras impresas y manuscritas para su colección, una biblioteca de corte universal que sirviese de instrumento de trabajo a los estudiosos e investigadores. Pero no solamente compraba libros, sino que también los leía, los catalogaba y los resumía. 
De este proceso de catalogación nacieron diferentes libros manuscritos que, en su mayoría, se conservan a día de hoy en la Institución Colombina. Las noticias que recogen son valiosas, ya que no solo se anotan por título y número de registro, sino que, además, en los diferentes catálogos aparecen noticias tales como el precio de cada ejemplar, el lugar de compra o la proveniencia exacta. Más concretamente, estos repertorios son: 
- Repertorio 1: Itinerario, también conocido como Descripción y cosmografía de España o Vocabulario en el que se contienen los nombres de los lugares y reinos de España (BCC, 10-1-11).
- Repertorio 2: Apuntes y borradores para la confección del Itinerario (BCC, 10-1-10).
- Repertorio 3: Memoria de los dibujos o pinturas, también conocido a veces como Registro C (BCC, 10-1-16).
- Repertorio 4: Borradores para el Libro de los epítomes (BCC, 10-1-17).
- Repertorio 5: Puesta en limpio del Libro de los epítomes (hoy en Copenhague, RDL, AM 377 fol.).
- Repertorio 6: Libro de las materias (BCC, sin signatura topográfica).
- Repertorio 7: Libro de las proposiciones (BCC, 10-1-1 y 10-1-2).
- Repertorio 8: Tabla de ciencias y autores, perdida a día de hoy.
- Repertorio 9: Índice general alfabético, conocido hoy en día como Abecedario B y Suplemento (BCC, 10-1-6 y 10-1-7).
- Repertorio 10: Índice numeral de los libros, conocido hoy en día como Registro B (BCC, 10-1-4).
- Repertorio 11: Índice alfabético de los autores, también conocido como Obras solamente o Abecedario B bis (BCC, 10-1-12, 10-1-13 y 10-1-14).
- Repertorio 12: Índice de autores y ciencias o Abecedario C (BCC, 10-1-9).
- Repertorio 13: Diccionario o Vocabulario latino (BCC, 10-1-5).
- Repertorio 14: Memorial de los libros naufragados, también conocido como Registro A o Registro antiguo (BCC, 10-1-15).
- Repertorio 15: Índice de todo lo escrito, perdido.
- Repertorio 16: Índice alfabético antiguo, también llamado Abecedario A (BCC, 10-1- 8).

La relación de estos ejemplares es, en esencia, la siguiente:
El Repertorio 9 o Abecedario B (Índice general alfabético) es el documento central, ya que en él está consignada toda la biblioteca, pues conecta directamente con los otros pilares de la colección, que son el Repertorio 10 o Registro B (Índice numeral de los libros), los Repertorios 6-7 (Libro de las Materias o Proposiciones) y los Repertorios 4 y 5 (Libro de los epítomes).
El antecedente del Abecedario B fue el Repertorio 16 o Abecedario A (Índice alfabético antiguo).
Los descendientes del Abecedario B son el Repertorio 11 (Abecedario B bis) y el Repertorio 15 (Índices de todo lo escrito).
El antecedente del Registro B fue el Repertorio 14 o Registro A (Memorial de los libros naufragados).
El Repertorio 12 o Abecedario C (Índice de autores y ciencias) debería de haber cobrado una importancia que no tuvo, y pudo haber sido preparado con los apuntes del Repertorio 8 (Tabla de ciencias y autores).
El Repertorio 3 o Registro C (Memoria de los dibujos o pinturas) tiene autoridad en solitario, si bien se han perdido los dibujos que recoge.

Los Repertorios 1-2 (Itinerario) y 13 (Vocabulario latino) no tienen directamente nada que ver con la biblioteca, salvo que fueron o deberían de haber sido redactados usando los libros de la colección.
Algunos de estos catálogos han tenido una historia singular, como le sucedió al Libro de los Epítomes. Durante mucho tiempo se ha considerado perdido, pero se ha encontrado por casualidad en 2019 en Copenhague.
La Biblioteca Colombina –o Hernandina, como quiso llamarla su creador- llegó a tener 15 381 libros encuadernados en 12 119 volúmenes. Desgraciadamente, sólo ha llegado hasta nosotros una quinta parte, entre ellos 1250 incunables y 636 manuscritos, que se conservan en la Institución Colombina.
Hernando dejó dispuesto en su testamento que todos sus libros llevasen una nota a modo de ex libris: 

Don Fernando Colón, hijo de Don Cristóbal Colón, primer Almirante que descubrió la India, dejó este libro para uso e provecho de todos sus prójimos, rogad a Dios por él

### Mención de algunas obras
Cristóbal Colón y su hermano Bartolomé poseían algunos libros. Entre ellos estaban con total seguridad Historia rerum ubique gestarum de Eneas Silvio Piccolomini (que debió consultar antes del descubrimiento de América), Tractatus de Imagine Mundi de Pierre d'Ailly e Historia natural de Plinio el Viejo.
Tras el segundo viaje de Cristóbal Colón a América, en 1496, sus fondos bibliográficos aumentaron bastante. Fue por entonces cuando Cristóbal encargó al mercader de Bristol John Day que comprase para él la edición latina del libro de Marco Polo, más accesible para él por haber sido impreso en Amberes (1485). John Day no solo le trajo este libro, sino que además le dio un mapa del viaje que Juan Caboto acaba de realizar por Norteamérica.
Los hermanos Cristóbal y Bartolomé también debieron poseer las obras Vidas de ilustres varones de Plutarco, Summula confesionis de san Antonino de Florencia, Tragedias de Séneca y Almanach Perpetuum de Abraham Zacuto (que debió ser útil a Cristóbal para predecir el eclipse de Luna en Jamaica). También es posible que poseyeran Filosofía natural de san Alberto Magno, algunas obras de san Agustín de Hipona, Flavio Josefo, san Jerónimo, Francisco de Mayronis y el Vocabulario de Alfonso de Palencia.
Cristóbal, Bartolomé y Hernando realizaron anotaciones en sus obras e incluso añadieron hojas enteras a los volúmenes.
Al primogénito de Cristóbal, Diego, no debió de importarle que Hernando heredase estos libros de su padre y de su tío, que pasaron a integrar esta colección.
Hacia 1509 Bartolomé le regaló a su sobrino Hernando un pequeño libro didáctico, actualmente desaparecido, que se titulaba Soprascritti & introscripti di lettere.
Hacia 1509, encontrándose en Sevilla, el banquero florentino Simón Verde le regaló un ejemplar de Triunpho della Croce di Christo, de Girolamo Savonarola, editado en Venecia en 1505.
En 1509 ya consta que tenía 238 libros y fue a partir de ese año cuando empezó a comprar libros sistemáticamente.
En enero de 1510 un tal Almeyda, paje de Fernando de Toledo, hermano del duque de Valladolid, le regaló una obra en catalán titulada Llibre de la menescalia o albaytería, de Manuel Díez.
En 1510, encontrándose en Calatayud, adquirió el libro de Marco Polo traducido del latín al castellano por Rodrigo Fernández de Santaella.
En septiembre de 1512 adquirió en Roma las traducciones latinas dos obras de Erasmo de Róterdam: Hécuba y Ifigenia en Áulide.
En febrero de 1514 compró en Madrid la obra Introductiones latinae de Antonio de Nebrija. En 1517 conoció a este autor en Alcalá de Henares, que le regaló el libro Tabla de diversidad de los días y las horas.
El 9 de julio de 1520 adquirió en Bruselas nueve libros de Erasmo de Róterdam.
El 7 de octubre de 1520 Erasmo de Róterdam le regaló en Lovaina su Antibarbarorum liber dedicado. La biblioteca de Hernando se caracterizó posteriormente por aunar toda la obra de este autor, habiendo registrados en ella 189 títulos del mismo.
Por esta época su cocinero, Diego de Espinosa, le regaló Confusión de la secta mahomética y del alcorán compuesto por Joannes Andrés, clérigo de Xátiva.
En Bolonia, en 1530, coincidió con Juan Ginés de Sepúlveda, que le regaló dos de sus obras: Ad Carolum V Imperatorem y De fato et libero arbitrio.
El veneciano Marin Sanudo puso a la venta parte de su biblioteca y, en la segunda quincena de abril de 1531, Hernando adquirió algunos de sus libros.
El 29 de noviembre de 1531, en Valladolid, adquirió Petri de crescentiis ciuis bononiensis in commodum ruralium cum figuris libris duodecim. Esta obra, sobre agricultura y cría de animales, tiene anotaciones de Hernando, que fue interpretando al castellano los nombres latinos y técnicos de cada especie vegetal y los términos más desconocidos del texto.
Entre 1535 y 1536, durante su estancia en el sur de Francia, Symphorien Champier le regaló Epistolae phusicales Manardi, Campegii & Coronaei.
En Valladolid, hacia 1536, el primer obispo de México, Juan de Zumárraga, le regaló una carta pastoral suya y otra de Juan Bernal Díaz de Luco, que son solicitudes de ayuda a las misiones del Nuevo Mundo. También coincidió con Juan Bernal, que le regaló su Epistola Domino Alphonso de Fonseca, Archiepiscopo Toletano.

### Destino de su biblioteca
En su testamento estableció que su casa y su huerta fuesen a parar a su sobrino Luis Colón con la condición de que gastase cada año 100 000 maravedís para la conservación y el aumento de su biblioteca. En el caso de que no se cumpliese con esta condición, su legado pasaría a la Catedral de Sevilla y a su cabildo catedralicio. En el caso de que la catedral tampoco aceptase la condición, se transferiría todo al Convento de San Pablo el Real, de los dominicos.
Dos días después de la muerte de Hernando, el cabildo catedralicio aceptó por mayoría la donación y comisionó a Baltasar del Río, obispo de Scalas, para que, con el consejo y el parecer del genovés Marcos Felipe, albacea testamentario, diese cuenta a Luis Colón sobre la decisión que habían tomado.
Luis Colón no hizo caso de esta biblioteca en absoluto y su madre y tutora, María de Toledo, tomó la decisión de entregar la biblioteca al Convento de San Pablo el 7 de abril de 1544, posiblemente influenciada por su hermano, el fraile dominico Antonio de Toledo. María se saltó, de este modo, lo establecido por Hernando en su testamento.
El 25 de julio de 1544 el cabildo catedralicio de Sevilla inició una demanda en la Audiencia y Chancillería de Granada sobre el legado de Hernando. El 26 de marzo de 1552 la Chancillería sentenció que si el cabildo daba "fianzas legales llanas y abonadas en contía de diez mill ducados de oro los quales se obliguen a que los dichos Deán y Cabildo cumplirán las disposiciones del testamento" le serían entregados los libros. El 31 de marzo de 1552 comisionó a Baltasar de Esquivel para que recibiera los libros. El canónigo Peñalosa y el racionero Juan López Bejarano se encargaron de poner en orden los volúmenes en una estancia de la catedral, tarea que terminó en diciembre de 1553. En 1557 la biblioteca capitular se fusionó con la colombina, en lo que respecta al funcionamiento y la custodia.

## Colección de estampas
Hernando Colón también fue adquiriendo un gran número de estampas. Hay constancia de ello a través de un repertorio de 560 folios, en un principio en varios cuadernos, que fue escrito por varias personas, entre ellas Hernando. El número total de entradas del repertorio es de 3 196. Las ilustraciones son descritas con detalle.
En la actualidad no se conserva ninguna, debido a la rapiña que ha sufrido el legado de Hernando a lo largo de los siglos.
En 2004 la Fundación La Caixa organizó una exposición en Madrid con 110 grabados de la época que se encontraban entre los descritos en esta colección. La mayoría de los grabados de la muestra fueron aportados por el Museo Británico de Londres, aunque también hubo procedentes del Museo Ashmolean de Oxford, la Biblioteca Nacional de Madrid y el Kupferstichkabinett de Berlín.

## Historia del Almirante

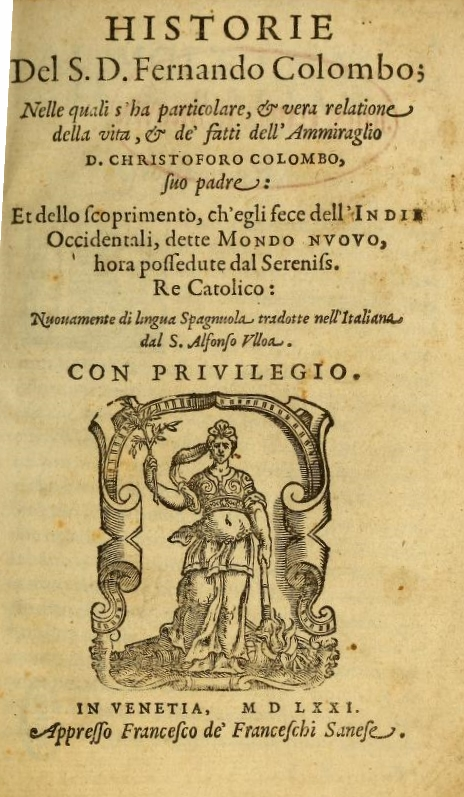
Historia del Almirante, publicada en 1571 a título póstumo.

Existe un libro sobre la vida y viajes de Cristóbal Colón titulado Historia del almirante. Según reza una especie de prólogo de la obra, esta fue escrita en castellano por Hernando Colón y, posteriormente, Luis Colón se la entregó al genovés Baliano de Fornari. Fornari negoció su impresión en Venecia por Juan Bautista Marino (Giovanni Battista di Marino). Este, a su vez, delegó el trabajo en José Moleto (Giuseppe Moletti). Se encargó la traducción de la obra al italiano a Alonso de Ulloa, que era un extremeño afincado desde hacía años en Italia. Fue impresa por primera vez en Italia en 1571 con el título Historie del S.D.Fernando Colombo; nelle s'ha particolare et vere relatione della vita e de fatti dell'Almiraglio D. Christoforo Colombo suo padre El libro fue un éxito y, en los siglos siguientes, se realizaron ocho ediciones italianas.
En el texto se distinguen dos partes claramente definidas: una primera que esboza la biografía de Cristóbal Colón y una segunda que narra los viajes del almirante a las Indias. Más precisamente, el contenido de la obra es el siguiente:
- Capítulos 1 a 14: Biografía de Cristóbal Colón hasta 1492
- Capítulos 15 a 41: Primer Viaje de Colón
- Capítulo 42: Colón en la Península en 1493
- Capítulo 43: Transcripción de las Capitulaciones de Santa Fe y de un privilegio real de confirmación fechado a 28 de mayo de 1493
- Capítulos 44 a 63: Segundo Viaje, incluyendo en el capítulo 61 la "relación de fray Ramón Pané" sobre las costumbres de los indios
- Capítulo 64: Colón en la Península en 1497-98
- Capítulos 65 a 86: Tercer Viaje
- Capítulo 87: Colón en la Península en 1500-02
- Capítulo 88 a 108: Cuarto Viaje
- Capítulo 108: Últimos años de Colón (1504 - 1506)

Desde el siglo XIX algunos autores han negado la autoría total o parcial de Hernando.
Antonio Rumeu de Armas ha afirmado que la narración de los Viajes en la Historia es veraz y precisa pero que la parte biográfica es falsa e inventada. En su opinión el manuscrito de Hernando Colón sólo contenía la parte relativa a los viajes mientras que la pseudo-biografía de Colón fue añadida después por un autor desconocido. Otros historiadores defienden la autoría de Hernando sobre el conjunto de la obra y echan la culpa de los errores a simples despistes o a fallos del traductor; otros opinan, al contrario, que ni una sola palabra fue escrita por Hernando Colón.
Entre los errores y omisiones más evidentes de la Historia del Almirante se destacan las siguientes:
- llama Pedro Muñiz Perestrello al padre de Felipa Moniz, cuando se llamaba Bartolomeu Perestrelo;
- atribuye a Colón una ascendencia noble que hoy se estima inexistente;
- afirma que Colón estudió en la Universidad de Pavía, cosa también considerada falsa hoy día;
- ubica el puerto andaluz de Palos en Portugal;

En general se considera que la Historia es una obra parcial, no objetiva, encaminada a enaltecer la figura de Colón y criticar a sus detractores y rivales. En particular ataca duramente a Gonzalo Fernández de Oviedo, cronista oficial de Indias, y a los hermanos Pinzón, codescubridores de América.

### Lugar de origen de Cristóbal Colón
Antonio Rumeu de Armas, en su artículo La época de Hernando Colón y su Historia del Almirante (1990) reproduce un párrafo de la obra en que se dice que Cristóbal Colón quiso ocultar sus orígenes:

quiso que su patria y origen fuesen menos ciertos y conocidos. Por lo cual, algunos, que en cierta manera piensan oscurecer su fama, dicen que fue de Nervi; otros, que de Cugureo, y otros de Buyasco, que todos son lugares pequeños, cerca de la ciudad de Génova y en su misma ribera; y otros, que quieren engrandecerle más, dicen que era de Savona, y otros que genovés; y aun los que más le suben a la cumbre, le hacen de Plasencia

No obstante, en el capítulo V de Historia del Almirante se afirma que Cristóbal Colón era de la "nación genovesa":

Y porque no estaba lejos de Lisboa, donde sabía que se hallaban muchos de su nación genovesa, lo más presto que pudo se fue allí, donde siendo conocido dellos, le hicieron tanta cortesía y tan buen acogimiento que puso casa en aquella ciudad y se casó.

Hernando dijo que era hijo de "Christobal Colón, ginovés" en su testamento, de 1539.

## En la ficción
Hernando Colón fue representado en la película 1492: La conquista del paraíso (1992) por Billy L. Sullivan de niño y por Loren Dean de adulto.